# أشتون تشن جونغ تشاو
أشتون تشن جونغ تشاو (بالصينية: 陈勇肇؛ بالإنجليزية: Ashton Chen Yong Zhao) هو لاعب كرة الريشة سنغافوري، ولد في 9 سبتمبر 1989 في سنغافورة.

## وصلات خارجية
- أشتون تشن جونغ تشاو على موقع BWF.tournamentsoftware.com (الإنجليزية)
- أشتون تشن جونغ تشاو على موقع BWFbadminton.com (الإنجليزية)
- أشتون تشن جونغ تشاو على موقع اتحاد ألعاب الكومنولث (مؤرشف) (الإنجليزية)